# 2011 en Inde
Chronologie de l'Inde
- 2007
- 2008
- 2009
- 2010
- 2011
- 2012
- 2013
- 2014
- 2015

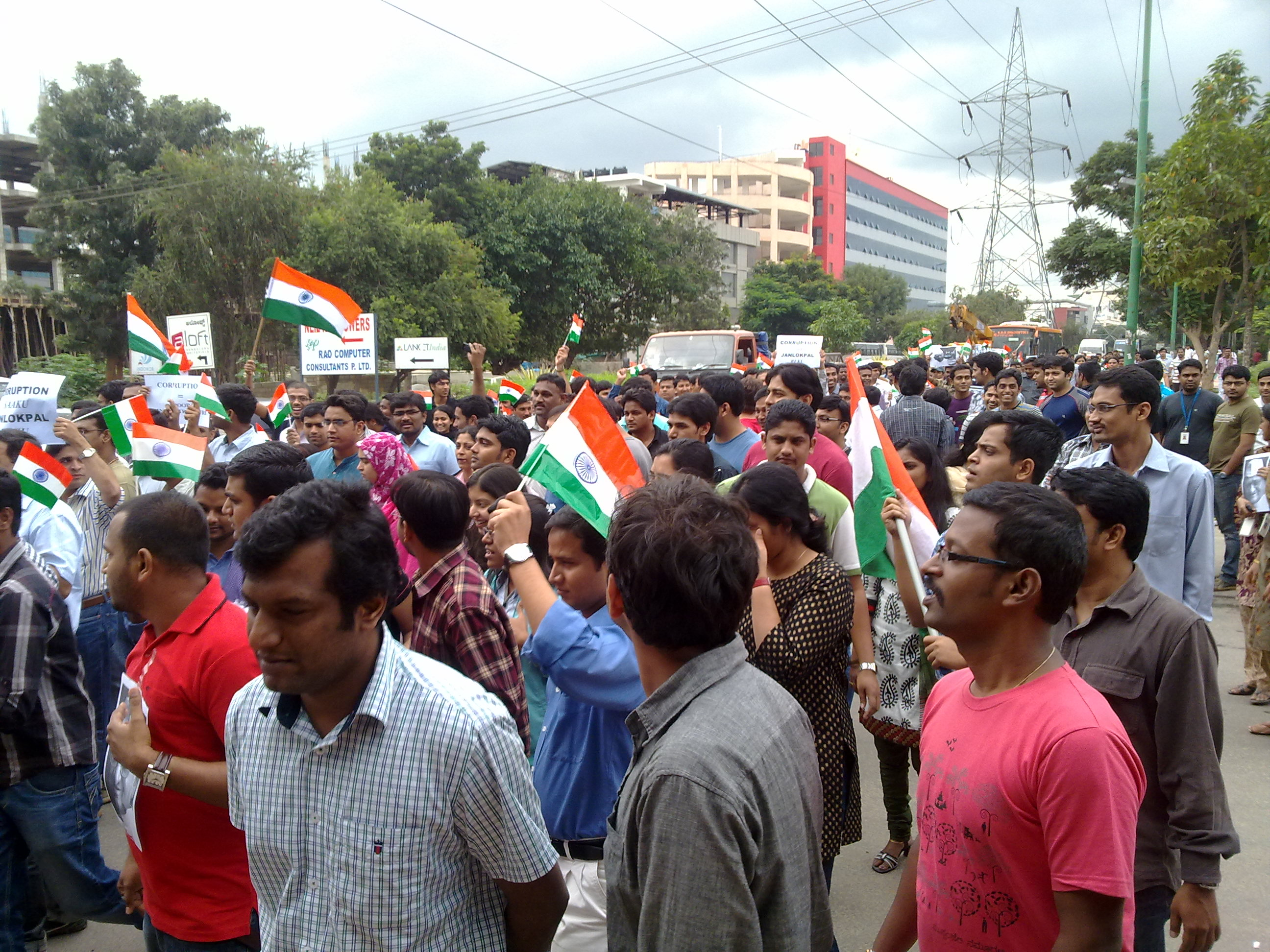
Manifestation à Bangalore (19 août 2011), dans le cadre du mouvement anti-corruption.

Cette page concerne les évènements survenus en 2011 en Inde :

## Évènement
- Mouvement anti-corruption.
- Empoisonnements au méthanol à Sangrampur (en) (143 morts).
- vague de froid dans le Nord de l'Inde (en).
- Début de l'année : Manifestations au Telangana (en), qui se poursuivent tout au long de l'année.
- 7 janvier: mort de Felani Khatun (en).
- 14 janvier : bousculade de Sabarimala.
- 24 janvier : affaire Aruna Shanbaug.
- 6 février : affaire du meurtre de Soumya (en).
- 12-18 février : Indipex 2011 (en), exposition philatélique.
- 26 février : Operation Safe Homecoming (en) (en français : Opération Retour en Sécurité), lancée par le gouvernement indien pour évacuer ses ressortissants qui fuyaient la guerre civile en Libye. L'opération air-mer a été menée par la marine indienne et Air India
- 30 mars-1er avril : Escarmouches aux frontières Inde-Pakistan (en).
- avril : Remise du recensement de l'Inde de 2011, conduit depuis le mois d'avril 2010. À l'occasion de ce recensement, un recensement socio-économique et des castes (en) a également été conduit.
- 19 avril : crash de Pawan Hans (en)
- 20 avril : lancement des satellites Resourcesat-2, YouthSat (en) et X-Sat (en).
- 21 mai : lancement du satellite GSAT-8 (en).
- 3 juin : Incendie de la police de Forbesganj (en).
- 10 juillet : Déraillement de Fatehpur (en).
- 13 juillet : Attentats à Bombay.
- 15 juillet : Lancement du satellite GSAT-12 (en).
- 1er septembre : Affaire du meurtre de Bhanwari Devi (en).
- 7 septembre : Attentat de Delhi (en)
- 10-13 septembre : Émeutes de Paramakudi (en).
- 17 septembre : Attentat d'Agra (en)
- 18 septembre : Séisme au Sikkim.
- 12 octobre : Lancement des satellites Jugnu, Megha-Tropiques et SRMSAT (en).
- 20 octobre : Affaire du meurtre de Keenan-Reuben (en).
- 21 novembre : Séisme de Myanmar (d).
- 9 décembre : Incendie de l'hôpital AMRI (en) à Calcutta.

## Cinéma
- 29 janvier : 56e cérémonie des Filmfare Awards

### Sorties de films
- 7 Khoon Maaf
- 100% Love
- Aarakshan
- Alms for a Blind Horse
- Be Careful
- Bhadra
- Bollywood, The Greatest Love Story Ever Told
- Chatur Singh Two Star
- Confrontations
- Delhi Belly
- The Dirty Picture
- Don 2
- Dum Maro Dum
- Force
- Game
- Gandhi to Hitler
- I Am
- Koochie Koochie Hota Hai
- Mappillai
- Mausam
- Mere Brother Ki Dulhan
- My Friend Pinto
- No One Killed Jessica
- Patiala House
- The Prodigies
- Rajapattai
- Rockstar
- Le Septième Sens
- Singham
- Tanu Weds Manu
- Thank You
- Uchithanai Muharnthaal
- Voltage (film)
- Zindagi Na Milegi Dobara

## Littérature
- Agnimala (en), roman de Dasari Subrahmanyam (en).
- The Collaborator (en), roman de Mirza Waheed (en).
- Delhi Gadhakal (en), roman de M. Mukundan (en).
- Few Things Left Unsaid (en), roman de Sudeep Nagarkar (en)
- The Folded Earth (en), roman d'Anuradha Roy.
- The Harappa Files (en), roman graphique de Sarnath Banerjee.
- The Iron Tooth (en), roman de Prithvin Rajendran.
- Join the Bar (en), roman de Brajesh Rajak.
- Life Is What You Make It (en), roman de Preeti Shenoy (en).
- Mafia Queens of Mumbai, roman non-fictif de Hussain Zaidi.
- Revolution 2020 (en), roman de Chetan Bhagat (hi).
- Un fleuve de fumée (en), roman d'Amitav Ghosh
- The Secret of the Nagas (en), roman d'Amish Tripathi (en).
- Swapna Saraswata (en), roman de Gopalakrishna Pai (en).

## Musique
- 16 janvier : Début d'Yuvan – Live in Concert (en), une série de concerts de Yuvan Shankar Raja.
- 8 octobre : Début de Harris: On The Edge (en), une série de concerts de Harris Jayaraj.

## Sport
- Championnat d'Inde de football 2010-2011
- Championnat d'Inde de football 2011-2012
- Coupe du monde de cricket de 2011
- 3-9 janvier : Tournoi de tennis de Chennai
- 11-13 février : Tour de Mumbai (cyclisme)
- 30 octobre : Grand Prix automobile d'Inde
- 12-18 décembre : PSA Masters (tennis)

## Création
- Centre national de coordination cybernétique (en)
- Championnat d'Inde de football américain
- Groupe d'experts sur l'écologie des Ghâts occidentaux (en)
- Institut de technologie Jyothy (en)
- Janta TV (d)
- Parti du bien-être de l'Inde (en)
- Prix Tagore (en)

## Dissolution
- Ministère Achuthanandan (en)
- Jagatjit Cotton and Textile Mills Football Club

## Naissance
- Licypriya Kangujam, militante indienne contre le réchauffement climatique.

## Décès
- Suresh Babu, athlète.
- Bali Ram Bhagat, président du Lok Sabha.
- Sushil Kumar Dhara (en), révolutionnaire.
- Gita Dey (en), actrice.
- Bhimsen Joshi, chanteur.
- E. V. V. Satyanarayana (en), réalisateur.
- Vivek Shauq (en), acteur.
- Machan Varghese (en), acteur.
- Malaysia Vasudevan (en), chanteur et acteur.
- Vipindas (en), réalisateur.